# Edwin Smith-papirusz

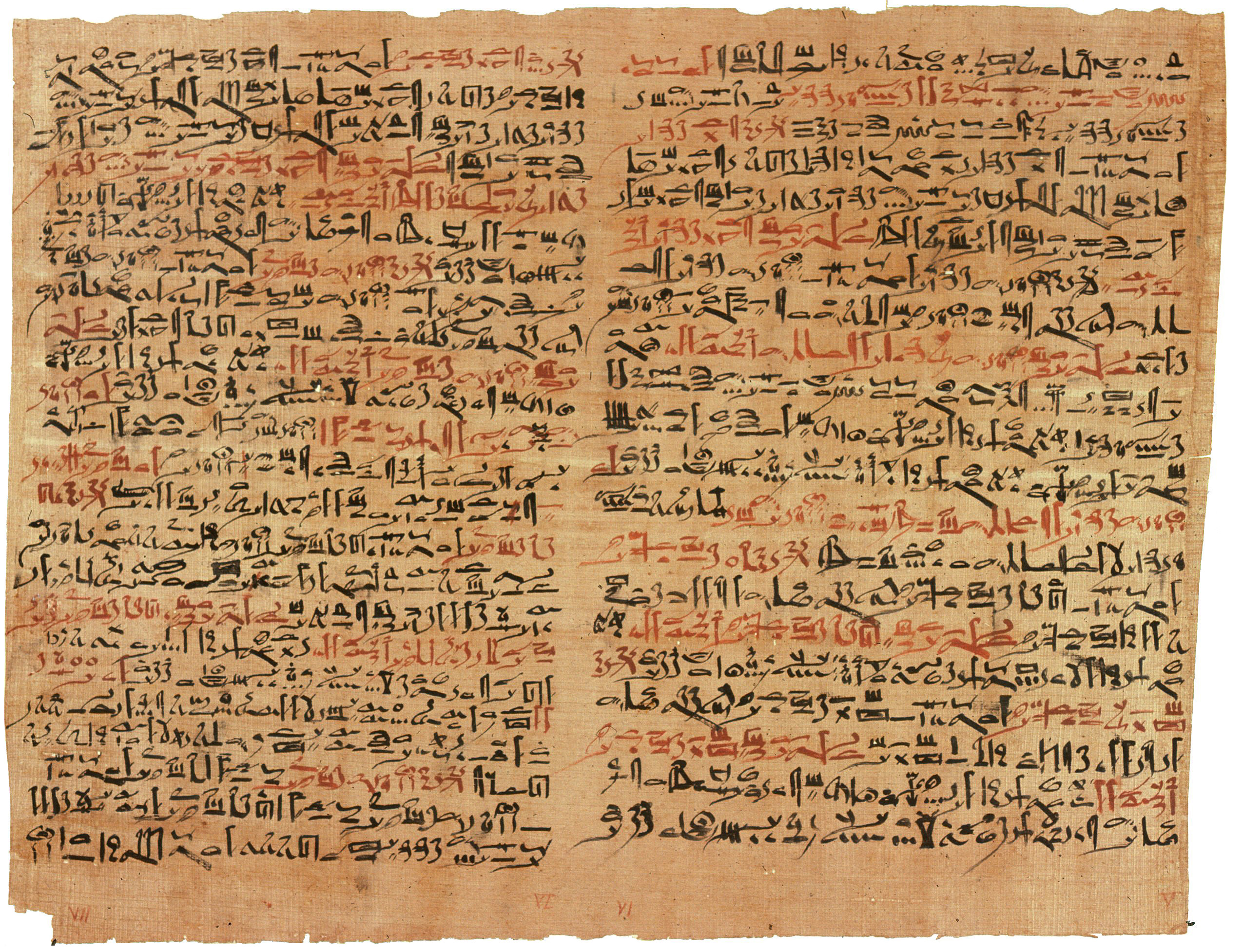
A papirusz 6. és 7. része a New York-i Orvostudományi Akadémia ritka könyvek termében

Az Edwin Smith-papirusz egy ókori egyiptomi, sérülések sebészeti kezeléséről szóló írás egyetlen fennmaradt példánya. Ez a világ legrégebbi sebészeti témájú írása, egyben egyike a legrégebbi orvostudományi szakkönyveknek, csak a kahúni nőgyógyászati papirusz régebbi. A hieratikus írással írt papirusz az i. e. 16. század környékén készülhetett, de ezer évvel korábbi írásokon alapul. Az i. e. 3000–2500 körül keletkezhetett és pár évszázaddal később magyarázatokkal ellátott mű eredeti szerzőjének az egyiptomi orvostudomány atyjaként tisztelt Imhotepet tartották. A fennmaradt példány sajnos befejezetlen maradt, egy mondat közepén szakad félbe, az utolsó oldal nagy része üresen maradt. Az eredeti mű eleje és vége hiányzik, a szerző nevét nem említik.
A dokumentum 22 oldalas (17 oldal a recto, 5 oldal a verso oldalán a papirusznak), és 48 sérülésfajtát dolgoz fel, mindet a vizsgálata, kezelése és a felépülésre tett előrejelzés leírásával. A szöveg teljes angol fordítása elérhető az interneten.

## Beavatkozások
A papiruszon leírt sebészeti beavatkozások a korhoz képest meglepően racionálisak, bár az egyes betegségek ellen mágikus ráolvasásokat is ajánl. A fej sérüléseinek leírásával kezdi, folytatja a nyakkal, karokkal, és a törzzsel, a szöveg innentől befejezetlen. A kezelések közt említi a sebek összevarrását (az ajak, torok és váll sérüléseinél), a fertőzés megelőzését és gyógyítását mézzel, valamint a vérzés nyers hússal történő elállítását. A fej- és gerincsérülésekhez több helyen javasolja, hogy a beteget ne mozdítsák. A mágia használatát csak a 9. esetnél említi.
A papiruszon anatómiai megfigyelések is szerepelnek. Itt olvasható a koponyavarratok, az agyhártya, az agy külső felülete, a gerincvelőfolyadék és az agyi ütőerek első ismert leírása. A szervek belső működése azonban még ismeretlen a szerző számára.

## Története
Edwin Smith a papiruszt egy Musztafa aga nevű kereskedőtől vette 1862-ben Luxorban. Bár felismerte jelentőségét és megpróbálta lefordítani, sosem közölte. 1906-ban meghalt, a papiruszt lányára hagyta, aki a New York Historical Societynek adományozta. Ők 1920-ban felkérték James Breastedet, hogy fordítsa le. Breasted 1930-ra készült el a fordítással. A papirusz nagyban befolyásolta, amit addig tudtunk az orvostudomány történetéről, és bebizonyította, hogy a csatatéri sérülések kezelése anatómiai megfigyeléseken és tapasztalatokon alapult, éles ellentétben a más fennmaradt orvosi írásokban, pl. az i. e. 1550 körül íródott egyiptomi Ebers-papiruszon jellemző mágikus gyógymódokkal. 1938-ban a papiruszt a Brooklyni Múzeumba vitték, 1948-ban került a New York Academy of Medicine könyvtárába, ahol jelenleg őrzik.
1948 óta először 2005. szeptember 13. és 2006. január 15. közt állították ki, a Metropolitan Művészeti Múzeumban. A múzeum kurátora, James P. Allen új fordítást készített a szöveghez, ez a kiállítási katalógusba is bekerült.